# サンティアゴ・アティトラン
サンティアゴ・アティトラン（Santiago Atitlán）は、グアテマラ共和国ソロラ県の自治体。アティトラン湖南岸に位置する。住民は、主にマヤ先住民のツトゥヒル族。

## 概要
サンティアゴ・アティトランはアティトラン湖南岸の入り組んだ湾内に位置し、東にトルマン火山(3158m)、南にアティトラン火山(3535m)、湾の対岸にサン・ペドロ火山(3020m)という3つの3000メートル級の火山がそびえる。ツトゥヒルはこの土地を聖地と考えている。
中央広場の近くにある使徒サンティアゴ小教区教会(Iglesia Parroquial Santiago Apóstol)は1572年から1581年の間に建設された。
マヤの伝統的な信仰とキリスト教が習合し、特に聖週間にはこの特徴を持つ祭儀が現在も見られる。マシモンまたはリラフ・マムと呼ばれる、帽子を二重にかぶってタバコとラム酒を好む独特の神格もよく知られ、サンティアゴ・アティトランの守護神と考えられている。
アティトラン湖を横断して、西のサン・ペドロ・ラ・ラグナや北岸のパナヘルへ行く船が定期運航している。

## 歴史
この地にツトゥヒルが住むようになったのは後古典期後期（1200年以降）と考えられている。サンティアゴ・アティトランはツトゥヒルの中心的な土地であった。近くに先コロンブス期の遺跡であるChuitinamitがある。
ペドロ・デ・アルバラードの率いるスペイン人はカクチケル族と同盟して1524年にツトゥヒルを征服した。しかし植民地時代を通じてグアテマラ経済は沈滞し、スペイン人による植民地化はいくつかの主要な都市に限定されたため、辺境であるサンティアゴ・アティトランはかなりの程度の文化的自治を保った。
キリスト教化にもかかわらず、ツトゥヒル族は20世紀まで伝統的なマヤの生活を送っていた。1970年代にはまだ男性の大部分と女性のほぼ全員が伝統的な衣装を身に着けていた。しかし、湖と山に囲まれているために発展が難しく、人々は農業をやめて首都のグアテマラシティなどの都市に出稼ぎに出るようになり、また交通が整備されて他の地域との接触が増えたことにより、伝統的生活は急激に変化した。
グアテマラ内戦中にORPAゲリラ活動の温床となり、それに対抗してグアテマラ軍が駐留してゲリラのシンパを探して殺害した。1980年から1990年までの間に、人口2万人のうち1700人が殺害された。戦闘がおさまって不要になってからも駐留を続ける軍隊は、民衆の怒りを呼ぶようになっていった。
1990年12月2日、駐留軍の兵士が地元の商店主の娘を強姦して盗みと暴行を行う事件が発生した。翌日、数千人の人々が抗議のために集まったが、兵士たちは非武装の人々に対して発砲し、13人が即死した。この事件に対しては国際的な非難が集まり、グアテマラ政府は駐留軍をサンティアゴ・アティトランから撤退させた。これにより、サンティアゴ・アティトランは当時のグアテマラで唯一の非武装地帯となった。
2005年のハリケーン・スタンによってアティトラン湖一帯は大きな被害を受け、サンティアゴでは1000人近い死者を出した。近くのパナバルは土砂崩れによって村が完全に消滅した。サンティアゴは災害からの復旧のための国際ボランティアの拠点として使われた。